# S/2019 S 19
S/2019 S 19 — природний супутник Сатурна. Відкритий 10 травня 2023 року Едвардом Ештоном та Бреттом Гледменом зі спостережень, зроблених між 3 липня 2019 року та 8 липня 2021 року.
Діаметр S/2019 S 19 – близько 3 км, велика піввісь – 23 047 200 км, орбітальний період – 1318,05 земної доби. Обертається навколо Сатурна зі зворотним орбітальним рухом під нахилом 146,8° до площини екліптики, ексцентриситет орбіти – 0,372. S/2019 S 19 належить до скандинавської групи і його нахил подібний до Бестли та Нарві.